# Айзенберг, Валерий Харитонович
Валерий Харитонович Айзенберг (9 сентября 1947, г. Бахмач Черниговской обл. — 31 января 2020, Тель-Авив) — российский художник.

## Биография
Родился 9 сентября 1947 года в городе Бахмач Черниговской области. Отец:  Айзенберг, Хаскель Львович. Мать:  Линчук, Фаина Иосифовна
В 1971 году закончил Харьковский политехнический институт. 
В 1983 году родился сын Игнат. 
В 1984 году переехал в Москву.
С 1986 по 1988 год был членом творческого объединения «Эрмитаж».
С 1993 по 1996 год жил и работал в Нью-Йорке.
В 1999 году основал программу ESCAPE (бывшая ESPACE, 1998—1999) и одноимённую галерею, работавшую по принципу Artist-run space.
В 2005 году члены Программы (Валерий Айзенберг, Богдан Мамонов, Антон Литвин и Лиза Морозова) представляли Россию на Биеннале в Венеции.
В 2007 году участвовал в выставке «Сделано в СССР — после СССР» (Санкт-Петербург, Галерея «Белка и Стрелка»).
Занимался фотографией, видео, перформансами и инсталляциями, писал тексты. В последние годы жил в Москве, Нью-Йорке и Тель-Авиве.
В 2014 году роман Айзенберга «Квартирант» был номинирован на премию НОС.
31 января 2020 года Валерий Харитонович cкончался в Тель-Авиве.

## Работы находятся в собраниях
- Государственная Третьяковская галерея, Москва
- Государственный Русский музей, Санкт-Петербург
- Государственный Центр современного искусства, Москва
- Коллекция Галереи «Велта», Москва
- Коллекция галереи «Форум-Линденталь», Кёльн
- Коллекция Е. Нутовича
- Коллекция В. Овчаренко
- Галерея «Романовъ»

## Избранные персональные выставки
- 2003 — Пражская Биеннале I. Национальная Галерея / Велетржни Палац, Прага
- 2003 — «Нью-Йорк отражается в Гудзоне», выставка живописи. Галерея Escape, Москва
- 2000 — Инсталляция «Жёлтая бабочка» и перформанс «Ночная бабочка и Вагнер». Галерея «Escape», Москва
- 1999 — Выставка документов (фото, видео, объект) по перформансу «Визуальная манипуляция 21», галерея «Escape», Москва
- 1998 — «Дождь», видеочасть инсталляции Н. Турновой «Брызги счастья», Espace (Escape), Москва
- 1998 — «Я оглянулся и ничего не увидел…», инсталляция и видеофильм «Лебеди», программа Espace (Escape), Москва
- 1998 — Перформансы «Визуальная манипуляция 22-25», «Непонимание», «Ночная бабочка и Вагнер», кюнстлерхауз Экенфёрде, Германия
- 1997 — Три перформанса. Международный фестиваль «КУКART», Царское село, Ленинградская обл.; галерея «Спайдермаус», Москва; некоммерческая программа, «Артманеж-97»